# Bolgenach (Weißach)
Die Bolgenach ist ein etwa 30 Kilometer langer linker Nebenfluss der Weißach mit insgesamt etwa westnordwestlicher Laufrichtung.

## Geographie

### Verlauf
Die Bolgenach entspringt weniger als einen Kilometer südlich des Westgipfels Schafkopf des Beslers und fast vier Kilometer südwestlich des Riedberger Horns in den Bergen des bayerischen Landkreises Oberallgäu. Der anfangs westlich ziehende Fluss läuft in einem großen Bogen nach Nordwesten bis Balderschwang und übertritt im anschließenden Balderschwanger Tal auf Westlauf nach einem kurzen Stück als Grenzfluss die Grenze zu Vorarlberg. Nun fließt die Bolgenach westlich bis zum Stausee Bolgenach nördlich von Hittisau. Diesen verlässt sie nordwärts und mündet schließlich 2 Kilometer südlich von Sulzberg von links in die Weißach.
Bekannt ist das Tal für die alten Holzbrücken. Mit der Kommabrücke aus dem Jahr 1720 befindet sich hier auch die älteste Holzbrücke in Vorarlberg, die bereits 1514 in einer Urkunde erwähnt wurde. Eine weitere Holzbrücke ist die Gießenbrücke von 1792.

### Zuflüsse und Seen
Von der Quelle zur Mündung:
- Scheuenbach (links)
- Lenzengraben (links)
- Rauhbach (rechts)
- Stubenbach (rechts)
- Lappbach, auch Lappenbach (links) – Grenzbach zu Vorarlberg
- Doserbach (rechts) – Grenzbach zu Vorarlberg
- Bibersteiner Bach (links)
- Leckner Ach (rechts)
- Durchfließt den Stausee Bolgenach